# John Wallace (trompettiste)
Pour les articles homonymes, voir John Wallace et Wallace.
John Wallace est un trompettiste et pédagogue écossais né le 14 avril 1949 à Methihill (Fife).

## Biographie
John Williamson Wallace naît le 14 avril 1949 à Methihill (Fife) en Écosse.
Il étudie au King's College de Cambridge entre 1967 et 1970, puis avec Alan Bush à la Royal Academy of Music de Londres de 1970 à 1972 et avec David Blake à l'université d'York de 1972 à 1974.
Comme trompettiste soliste, John Wallace fait ses débuts en 1965 à Estoril avec le Concerto pour trompette de Joseph Haydn.
Comme musicien d'orchestre, il est trompette solo de l'Orchestre Philharmonia de 1976 à 1995. Il rejoint également le London Sinfonietta en 1988.
Comme pédagogue, il est directeur du département des cuivres à la Royal Academy of Music.
En 1986, John Wallace fonde la Wallace Collection, un ensemble de cuivres à géométrie variable avec lequel il effectue de nombreuses tournées et enregistrements.
En 1988, il crée les concertos pour trompette de Tim Souster (en) et Peter Maxwell Davies, qui lui sont dédiés.
Comme interprète, il est le créateur de plusieurs autres œuvres, de Souster (The Transistor Radio of St Narcissus, pour bugle et électronique en temps réel, 1983), Malcolm Arnold (Concerto pour trompette, 1982), Dominic Muldowney (Concerto pour trompette, 1993), Robert Saxton (Psalm of Ascents, 1993), James MacMillan (Epiclesis, 1993) et Mark-Anthony Turnage (Dispelling the Fears, 1995), notamment.
Il a édité le Companion to Brass Instruments (Cambridge, 1997) avec Trevor Herbert, ainsi qu'une série de recueils pédagogiques et des musiques pour cuivres. Il est également l'auteur avec Alexander McGrattan d'une histoire de la trompette publiée en 2011 par Yale University Press,.
John Wallace est nommé officier de l'Ordre de l'Empire britannique en 1995, et commandeur en 2011,,.
Entre 2002 et 2014, date de sa retraite, il est directeur du Royal Conservatoire of Scotland,.
En 2003, il est élu membre de la Société royale d'Édimbourg.
En 2021, John Wallace reçoit la Queen's Medal for Music,.